# Summer Rae
Danielle Moinet (sinh 28 tháng 11 năm 1983) là một đô vật chuyên nghiệp người Mỹ, dịch vụ đấu vật chuyên nghiệp, người mẫu, diễn viên và cựu cầu thủ bóng bầu dục người Mỹ hiện đang ký hợp đồng với WWE dưới cái tên Summer Rae.

## Các chức vô địch và danh hiệu
- Rolling Stone
  - Worst Storyline (2015)[6] With Rusev vs. Dolph Ziggler/Lana
- Wrestling Observer Newsletter
  - Worst Worked Match of the Year (2013) with AJ Lee, Aksana, Alicia Fox, Kaitlyn, Rosa Mendes và Tamina Snuka vs. Eva Marie, JoJo, Natalya, The Bella Twins và The Funkadactyls at Survivor Series[7]